# Martin Haller (Architekt)

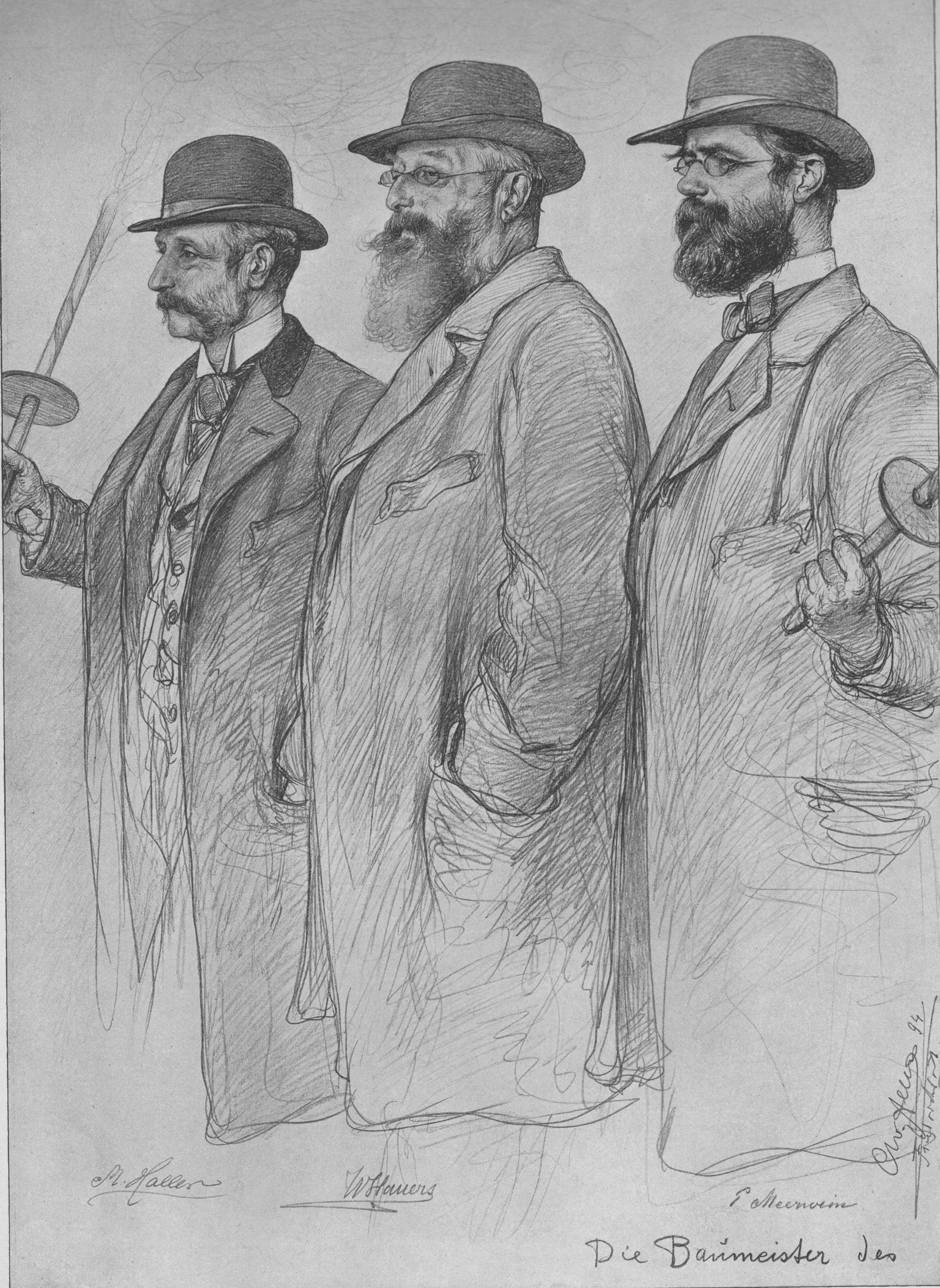
Architekten: Martin Haller, Wilhelm Hauers, Emil Meerwein

Martin Emil Ferdinand Haller (* 1. Dezember 1835 in Hamburg; † 25. Oktober 1925 ebenda) war ein deutscher Architekt. Er war maßgeblich am Bau des Hamburger Rathauses beteiligt und prägte das Hamburger Stadtbild vor dem Ersten Weltkrieg durch zahlreiche repräsentative Villen, Kontorhäuser und öffentliche Bauten nachhaltig.

## Leben
Martin Haller kam 1835 als Sohn des Juristen und späteren Hamburger Bürgermeisters Nicolaus Ferdinand Haller zur Welt. Er besuchte die Gelehrtenschule des Johanneums und interessierte sich schon früh für Bauwesen und Architektur. Bereits als Schüler nahm er 1854 am Wettbewerb für den Bau eines neuen Rathauses teil, nachdem der Vorgängerbau dem Hamburger Brand von 1842 zum Opfer gefallen war.
1855 begann Haller ein Studium an der Berliner Bauakademie und wechselte 1858 an die École des Beaux-Arts in Paris. 1861 kehrte er nach Hamburg zurück und arbeitete zunächst für Auguste de Meuron, ehe er 1867 sein eigenes Büro gründete. Von 1872 bis 1883 arbeitete er mit dem Architekten Leopold Lamprecht zusammen, von 1898 bis 1914 bestand eine Sozietät mit dem Architekten Hermann Geißler.
Zusammen mit Lamprecht und den Architekten Johannes Grotjan, Bernhard Hanssen, Wilhelm Hauers, Emil Meerwein, Henry Robertson, Hugo Stammann und Gustav Zinnow gründete Haller 1880 den sogenannten Rathausbaumeisterbund, der nach Jahrzehnten erfolgloser Planungen einen Entwurf für den Neubau des Hamburger Rathauses ausarbeitete und von 1886 bis 1897 auch gemeinsam ausführte.
Als wegweisend für die Architekturgeschichte gilt vor allem Hallers Beitrag zur Entwicklung des modernen Bürohausbaues, insbesondere das 1885/86 von ihm für Heinrich Ohlendorff errichtete Kontorhaus Dovenhof gilt als Prototyp aller späteren Kontorhäuser. Traditionell in der Außengestaltung, waren seine Kontorhäuser im Inneren modern konstruiert: mit wenigen tragenden Innenwänden in ihren Grundrissen veränderbar und mit Paternoster-Aufzügen, Rohrpost-Anlagen, elektrischem Licht und Zentralheizung ausgestattet.

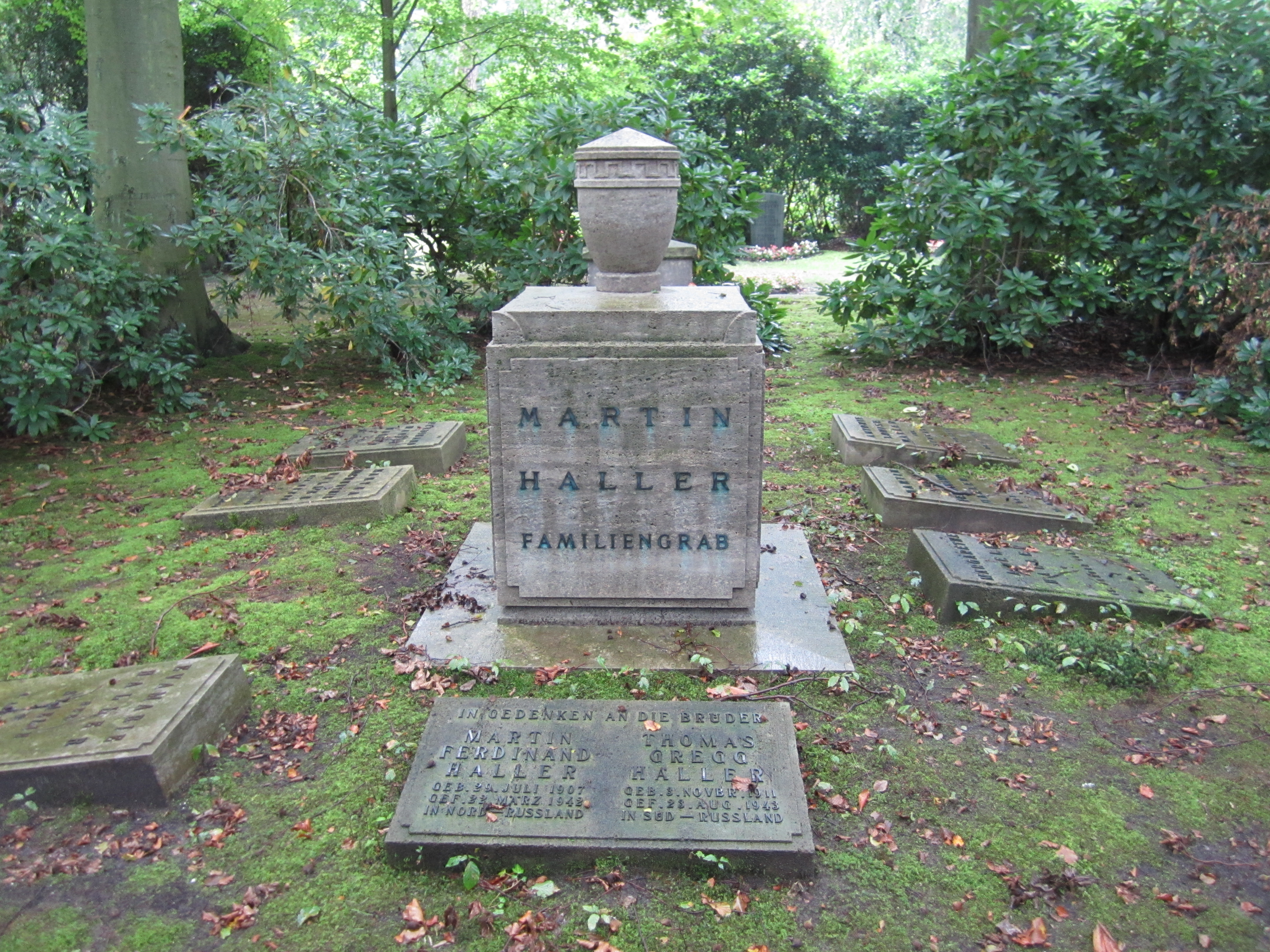
Grabmal auf dem Friedhof Ohlsdorf

Neben wenigen öffentlichen Bauten (Dammtortheater, Laeiszhalle) baute Haller vor allem zahlreiche klassizistische Villen für private Auftraggeber, von denen in Harvestehude noch einige äußerlich erhalten sind. Unter anderem geht das ehemalige US-amerikanische Generalkonsulat an der Alster auf zwei von ihm entworfene Villen zurück.
Haller war 1876–1884 Vorsitzender des Architekten- und Ingenieur-Vereins zu Hamburg und 1885–1900 Mitglied der Hamburger Bürgerschaft. Er war zudem Mitglied im Hamburger Künstlerverein von 1832. Als regelmäßigen Gast ernannte ihn der Academische Club zu Hamburg am 9. Dezember 1865 zum Ehrenmitglied.
Seit 1865 war Haller mit Antonie Schramm (1846–1925) verheiratet; aus dieser Ehe gingen ein Sohn (* 1871) und drei Töchter (* 1866, 1869 und 1881) hervor.
Das Grab Hallers ist auf dem Friedhof Ohlsdorf in Lage W22. Haller war ein Cousin 2. Grades des Malers Max Liebermann, sein Vater Ferdinand Haller ein Cousin von Liebermanns Mutter Philippine Liebermann, geb. Haller.

## Ehrungen
- 11. November 1868 Königlicher Kronen-Orden, IV. Klasse (2383)[4]
- Herzoglich Sachsen-Ernestinischer Hausorden, Ritter II. Klasse, 1883.[5]
- Die Hallerstraße in Hamburg wurde nach Hallers Vater benannt; in der Jarrestadt ist er neben den anderen Rathausbaumeistern durch den Martin-Haller-Ring vor der Schule Meerweinstraße geehrt.

## Bauten (Auswahl)
Das Werkverzeichnis umfasst 560 Einträge. Hier kann nur ein Teil davon zusammengestellt werden:
- 1861: Umbau des Gutshauses Quassel
- 1863: Gestaltung der Internationalen Landwirtschaftsausstellung auf dem Heiligengeistfeld in Hamburg
- 1865: Villa für Dr. Bielenberg in Hamburg, Harvestehuder Weg 44 (1901 umgebaut und erweitert für Konsul Gustav Müller, ab 1948 Sitz des Anglo-German Clubs)
- 1865–1883: Neubau und Umbau des Hauptsaals im „Sagebiel’schen Etablissement“ an der Drehbahn in Hamburg (nicht erhalten)
Dieser Konzertsaal war nach dem Kölner Gürzenich mit 2200 Sitzplätzen bzw. 4000 Stehplätzen der größte Konzertsaal in Deutschland.
- 1866–1867: Villa Jaffé in Hamburg, Harvestehuder Weg 14 (verändert)
- 1868–1870: Villa Amsinck in Lokstedt bei Hamburg, im Amsinckpark (unter Denkmalschutz)
- 1871: Umbau des Konzertsaals Conventgarten in der Fuhlentwiete (nicht erhalten)
- 1871: Neubau des Herrenhauses Zülow
- 1871–1874: Gebäude der Commerzbank am Neß (Abriss 2023/2024)
- 1872–1874: Villa Ohlendorff in Hamm (nicht erhalten)
- 1873: Uhlenhorster Fährhaus in Hamburg-Uhlenhorst, an der Außenalster (nicht erhalten)
- 1873–1874: Umbau des Stadttheaters in Hamburg, Dammtorstraße (nicht erhalten)
- 1874: Alsterpavillon in Hamburg, Jungfernstieg (3. Bau, 1900 durch Neubau ersetzt)
- 1874–1875: Stellahaus in Hamburg, Rödingsmarkt (1921 aufgestockt)
- 1881: Marienkrankenhaus Hamburg
- ab 1882: Doppelvilla Michaelsen / Rée in Hamburg, Alsterufer 27/28 (ehemaliges Amerikanisches Generalkonsulat in Hamburg, verändert)
- 1882–1884: Herrenhaus Wiebendorf im Auftrag des Hamburger Gaswerkpächters Carl Hermann Theodor Haase
- 1882–1884: Deutsche Bank am Adolphsplatz / Alter Wall (zusammen mit Hermann Geißler; weitere Ergänzungsbauten bis 1909)
- 1883–1884: Villa Gans, seit 1900 genannt „Budge-Palais“, in Hamburg, Harvestehuder Weg
- 1885–1886: Kontorhaus Dovenhof in Hamburg, Brandstwiete (1967 abgerissen)
- 1887–1888: Turnhalle der Hamburger Turnerschaft von 1816 in Hamburg-St. Georg, Große Allee (1956 abgerissen)
- ab 1888: verschiedene Neubauten und Umbauten auf der Horner Rennbahn in Hamburg-Horn (nicht erhalten)
- 1888: Gutshaus auf Gut Roggendorf (Mecklenburg)
- 1889: Landhaus in Wentorf bei Hamburg, Am Mühlenteich 10, für den Hamburger Augenarzt Karl Gustav Haase[6] und 1897–1898 Erweiterung zu einer großen Villa. Von 1935 bis 1945:Nutzung als Säuglings- und Kinderheim der Nationalsozialistischen Volkswohlfahrt NSV und ab 1959 als Kinderheim der Stadt Hamburg. Nach dem Erwerb durch Roger Willemsen 2015 wurde es 2018 das Künstlerhaus „Villa Willemsen“.[7][8]
- 1890–1891: Kontorhaus „Transporthaus“ in Hamburg, Zippelhaus 4 (1993 restauriert)
- 1893–1894: Hochbauten auf der Trabrennbahn Karlshorst in Berlin-Lichtenberg, Treskowallee (mit Johannes Lange; nicht erhalten)
- 1895–1896: Haus für Siegfried Wedells in Hamburg, Siegfried-Wedells-Platz 2 (früher Neue Rabenstraße 31)
- 1896–1897: Hamburger Rathaus, Rathausmarkt (als Mitglied des Rathausbaumeisterbunds)
- 1896–1898: Villa Wolde in Bremen, Osterdeich 64
- 1897–1898: Laeiszhof in Hamburg, Trostbrücke 1 (unter Mitarbeit von Bernhard Hanssen und Emil Meerwein)
- 1899: Bankgebäude der Dresdner Bank in Hamburg, Jungfernstieg zusammen mit Hermann Geißler (Revitalisierung und Umstrukturierung 2021 beendet; Nutzung durch die Commerzbank)
- 1900–1901: Kontorhaus der Reederei Woermann, gen. „Afrikahaus“, in Hamburg, Große Reichenstraße
- 1900–1902: Bankgebäude für die Vereins- und Westbank in Hamburg, Alter Wall 20–22
- 1901–1903: Hapag-Haus in Hamburg, Ballindamm (1913/1919 umgebaut)
- 1903–1904: „Haus Vaterland“ in Hamburg
- 1904–1908: Laeiszhalle in Hamburg, Johannes-Brahms-Platz (gemeinsam mit Emil Meerwein)
- 1905–1906: Mausoleum Riedemann in Hamburg-Ohlsdorf, auf dem Hauptfriedhof
- 1907: Bankhaus Joh. Berenberg, Gossler & Co. in Hamburg, Adolphsplatz 5
- 1907: Daniel-Schutte-Stift in Hamburg, Tarpenbekstraße
- 1908–1909: Kontorhaus der Reederei Robert M. Sloman („Slomanhaus“) in Hamburg, Baumwall 3 (1921 umgebaut)
- 1912–1913: Bankhaus M. M. Warburg & CO in Hamburg, Ferdinandstraße / Alstertor (zusammen mit Hermann Geißler)

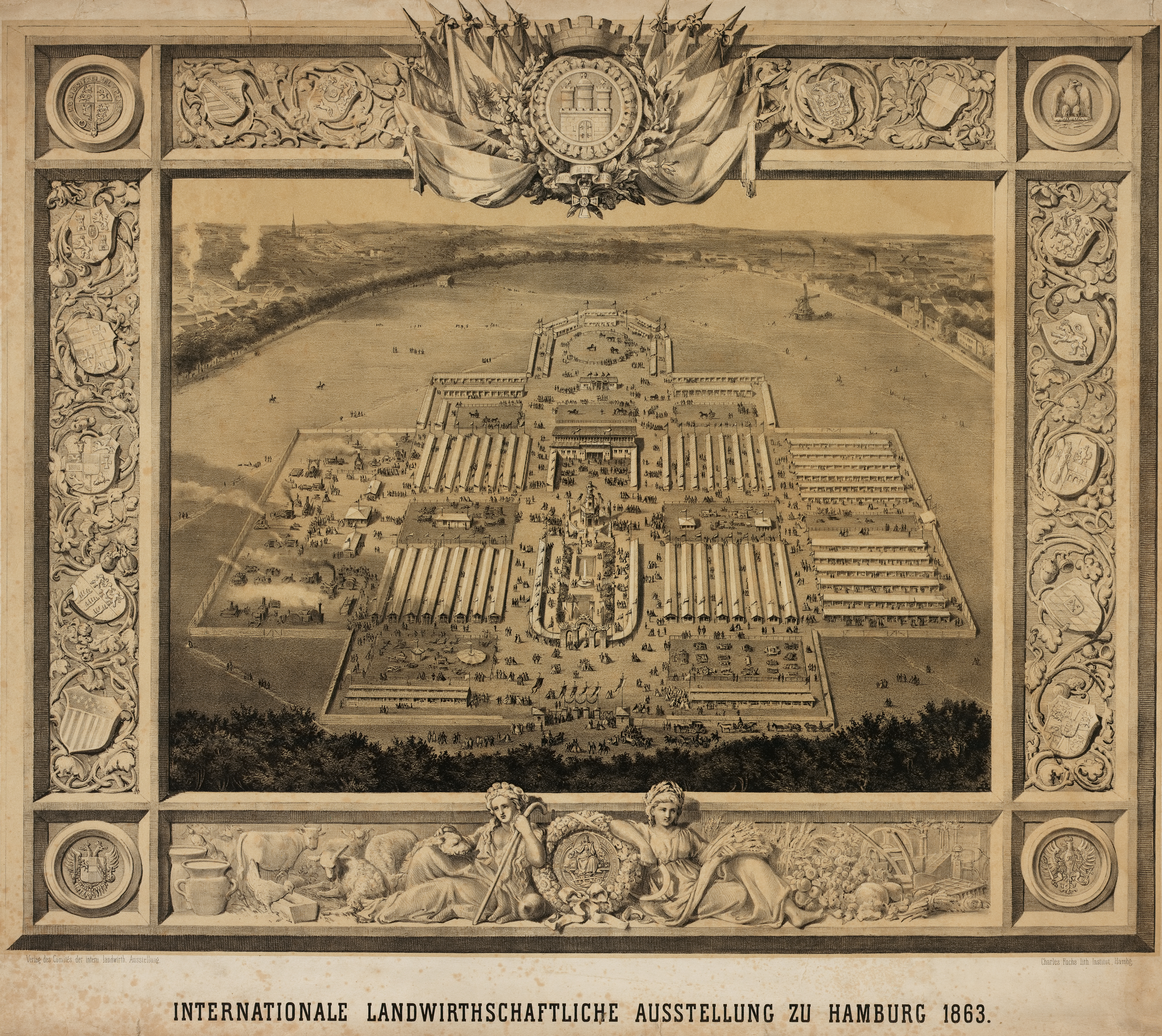
Internationale Landwirtschaftsausstellung 1863
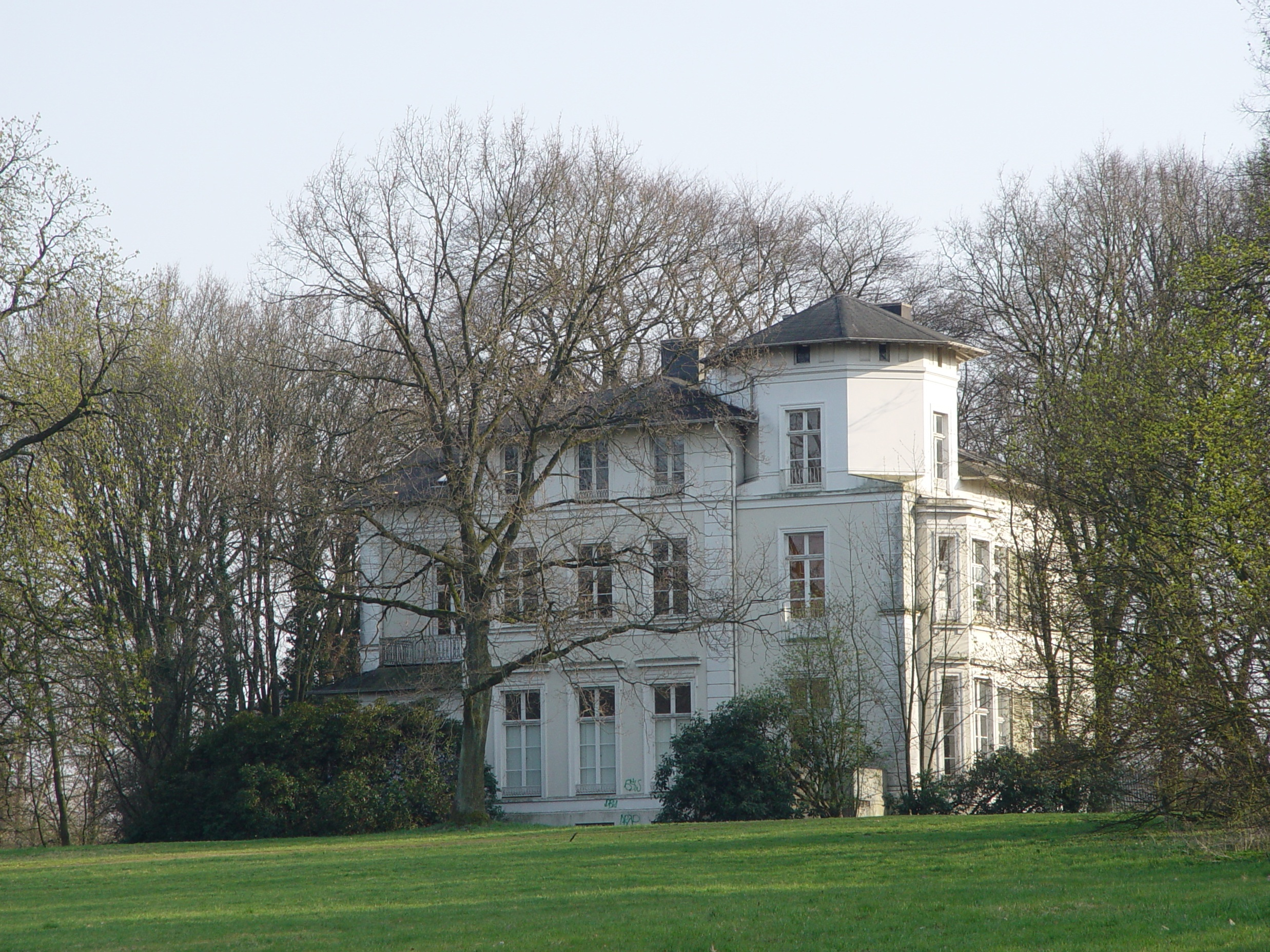
Villa Amsinck
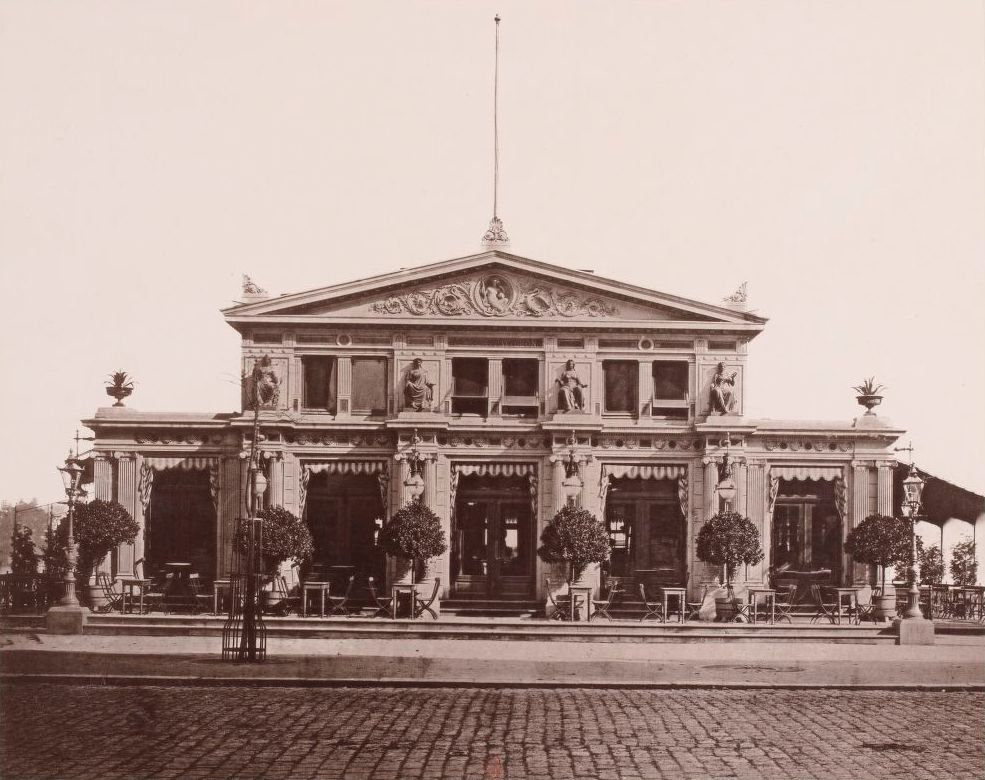
3. Bau des Alsterpavillons
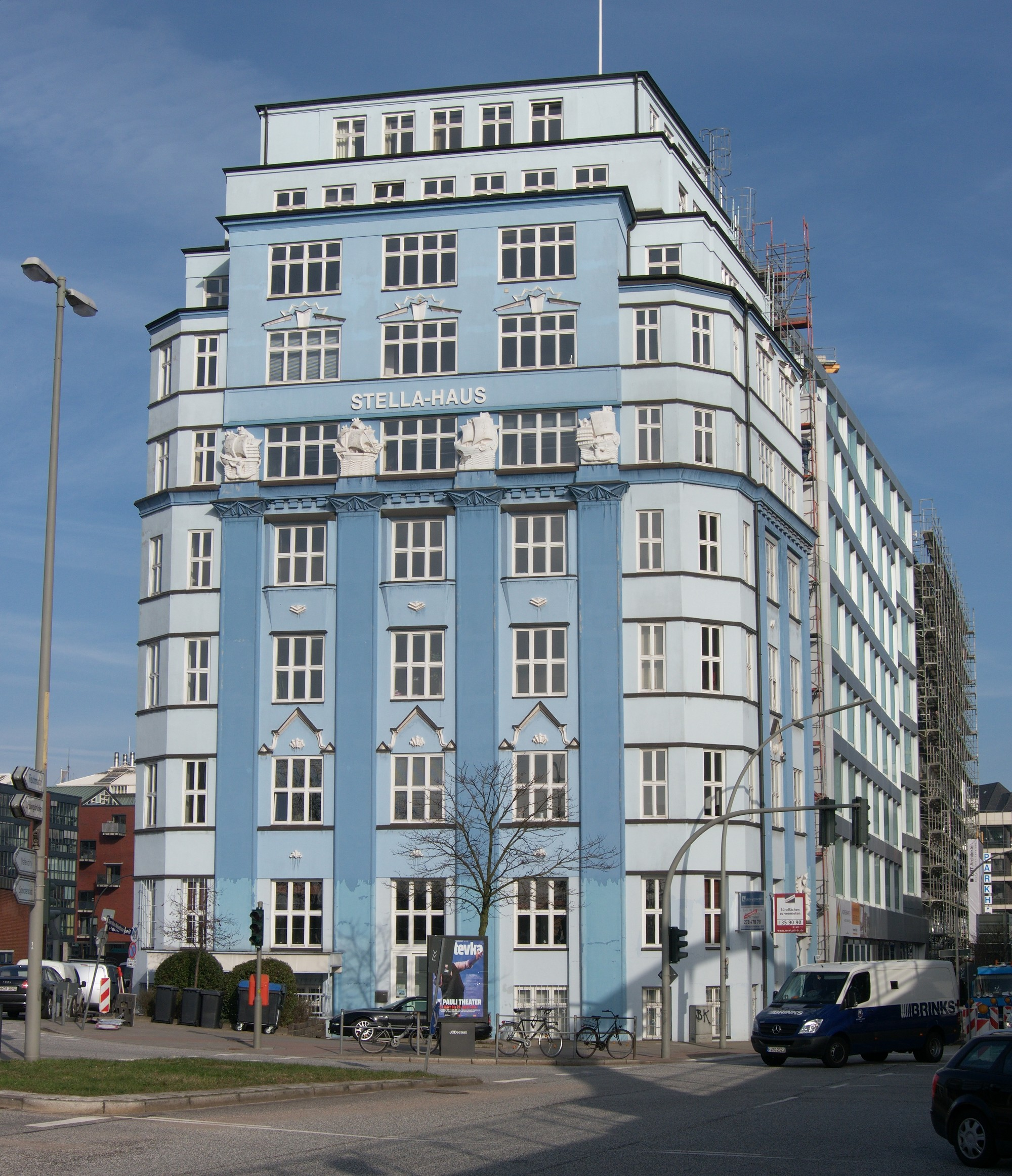
Aufgestocktes Stellahaus
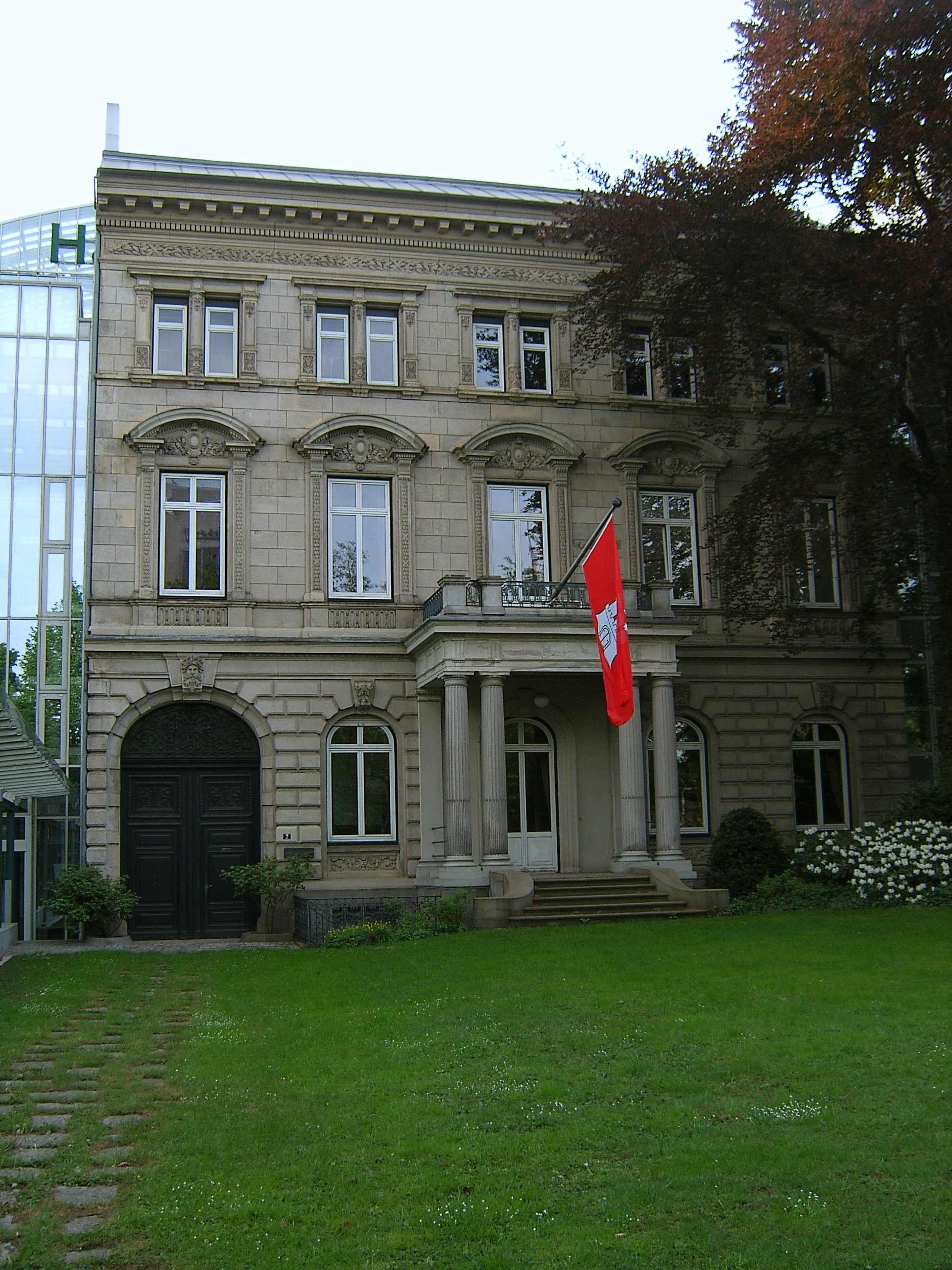
Haus für Siegfried Wedells
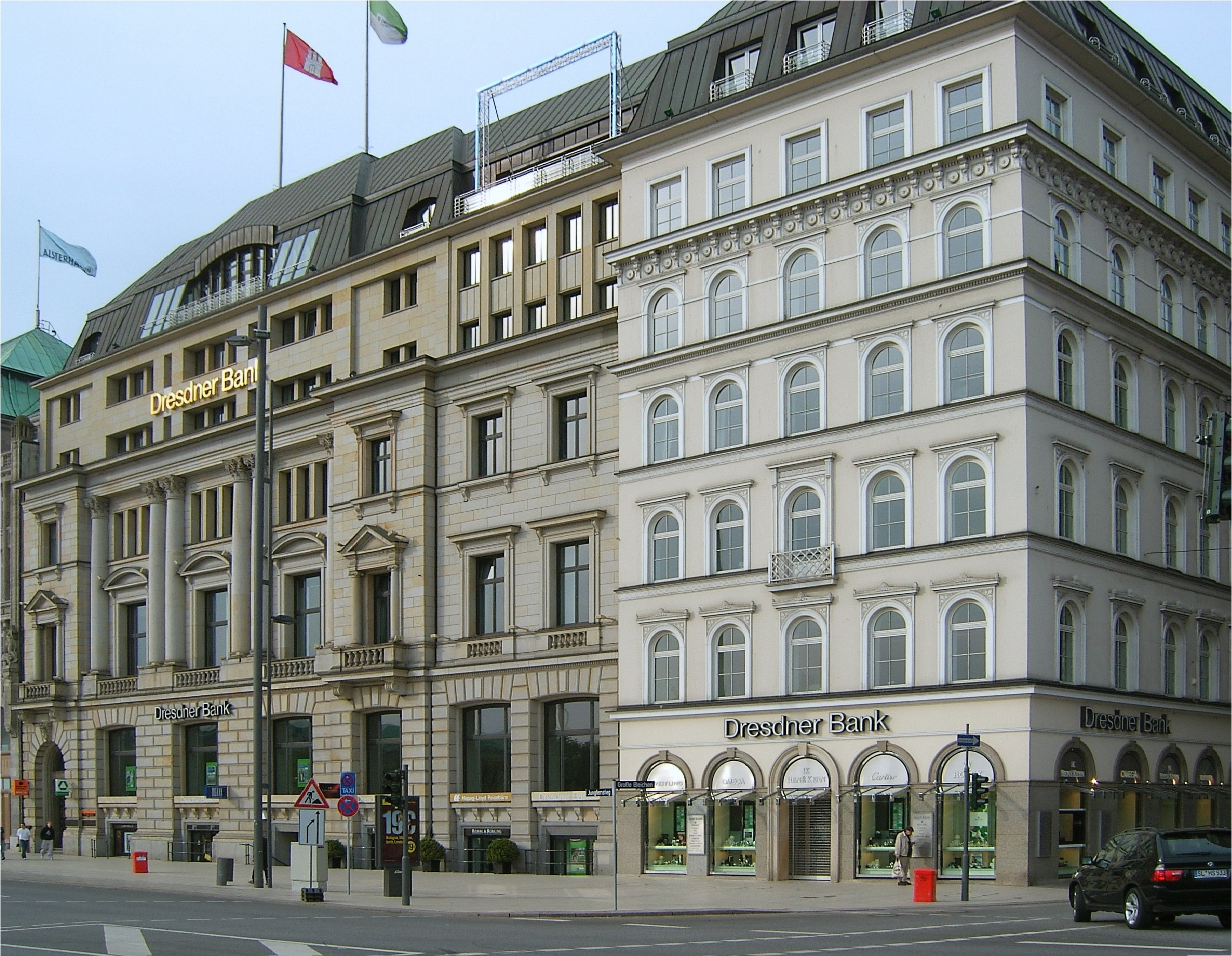
Dresdner Bank Hamburg (linkes Gebäude; Staffelgeschosse, Dach und zwei vertikale Fensterachsen rechts sind Erweiterungen der 1960er bis 1980er Jahre)
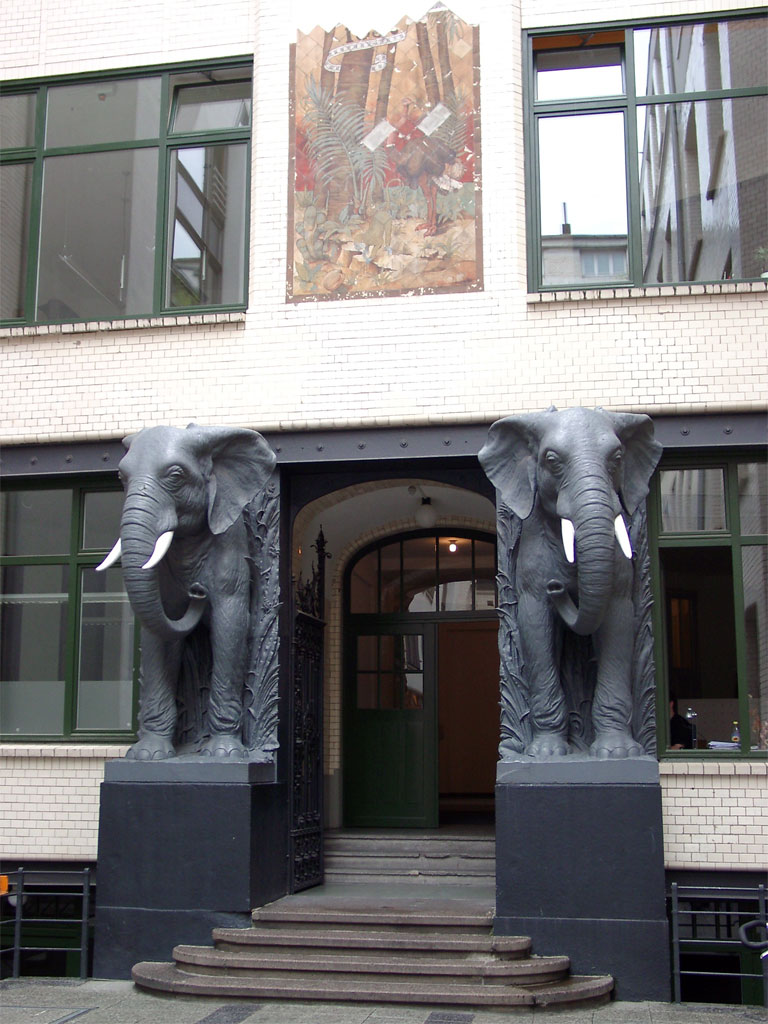
Portal des Afrikahauses